# 1992-es Busch Series
Az 1992-es NASCAR Busch Series volt a sorozat tizenegyedik szezonja. Az idény során harmincegy versenyt rendeztek a Winston Cup betétfutamaiként. A bajnok Joe Nemechek lett, az előző évi bajnok Bobby Labonte, Todd Bodine és a következő két és fél évtized egyik legnagyobb sztárja, Jeff Gordon előtt. Az év legjobb újonca-címet Ricky Craven nyerte el.

## A bajnokság végeredménye
1. Joe Nemechek - 4275
2. Bobby Labonte - 4272
3. Todd Bodine - 4212
4. Jeff Gordon - 4053
5. Robert Pressley - 3988
6. Kenny Wallace - 3966
7. Butch Miller - 3725
8. Ward Burton - 3648
9. Jeff Burton - 3609
10. Tommy Houston - 3599
11. Chuck Bown - 3580
12. Steve Grissom - 3545
13. Tom Peck - 3512
14. Ricky Craven - 3456
15. Tracy Leslie - 3422
16. Bobby Dotter - 2961
17. Jimmy Spencer - 2941
18. Richard Lasater - 2571
19. Harry Gant - 1887
20. Jim Bown - 1793
21. Mark Martin - 1775
22. Mike Wallace - 1749
23. Dale Earnhardt - 1665
24. Jack Sprague - 1590
25. Hut Stricklin - 1581
26. Michael Waltrip - 1412
27. Clifford Allison - 1372
28. Dale Jarrett - 1304
29. Ken Schrader - 1296
30. Jeff Green - 1277
31. Ernie Irvan - 1237
32. Dave Rezendes - 1236
33. Troy Beebe - 1214
34. Bill Elliott - 1203
35. Rick Mast - 1182
36. Darrell Waltrip - 1173
37. Morgan Shepherd - 1103
38. Shawna Robinson - 1099
39. Jimmy Hensley - 1080
40. Ed Ferree - 960
41. Ed Berrier - 925
42. Joe Bessey - 922
43. Tommy Ellis - 841
44. Davey Allison - 838
45. Phil Parsons - 838
46. Terry Labonte - 666
47. Mike Porter - 576
48. Lonnie Rush, Jr. - 554
49. Mike McLaughlin - 549
50. Jeff Barry - 540